# Улица Маршака (Ялта)
Улица Маршака — короткая, около 300 м, улица в историческом центре Ялты. Проходит от улицы Кирова и за Красноармейской улицей имеет продолжением улицу Ломоносова.

## История
Проложена по территории Нижней Аутки. Первоначальное название — Крутой переулок.
В начале XX века в районе улицы был построен «народный дом», в нём в декабре 1913 года российский император Николай II слушал в исполнении труппы любительского театра оперу «Жизнь за царя» М. И. Глинки. В советское время в «народном доме» был открыт кинотеатр «Спартак»
Современное название в честь советского писателя Самуила Маршака (1887—1964) улица получила вскоре после ухода писателя из жизни. С. Я. Маршак жил в Ялте в молодые годы, учился в местной мужской гимназии.
По улице был проложен маршрут троллейбуса

## Достопримечательности

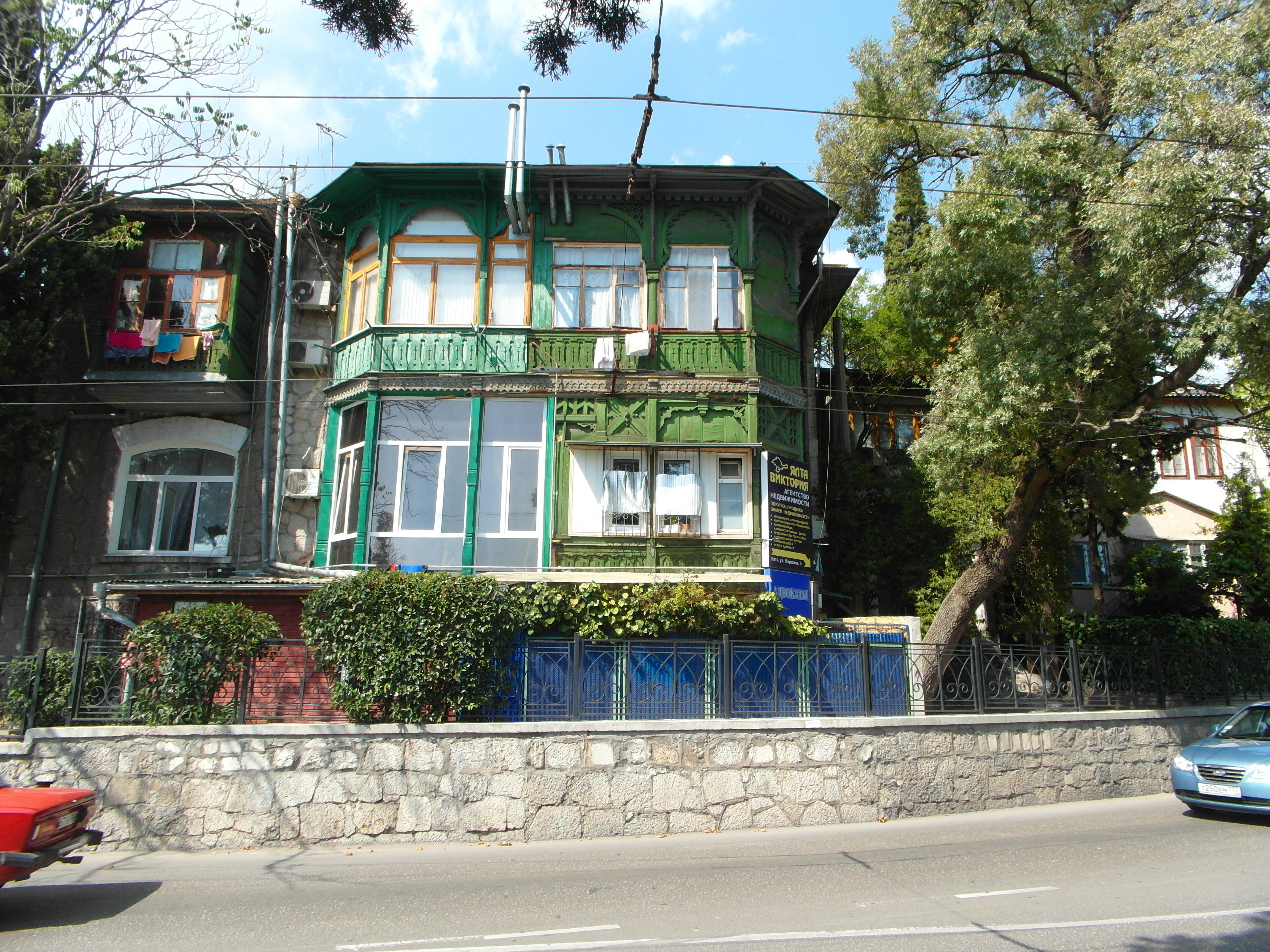
д. 3

д. 3 — Жилой дом 
д. 9 — кинотеатр «Спартак»